# Tonko Vuko
Tonko Vuko (Split, 7 juli 1994) is een Kroatisch basketballer.

## Carrière
Vuko speelde in de jeugd van KK Split voordat hij in 2013 vertrok naar de Verenigde Staten. Hij speelde van 2013 tot 2015 collegebasketbal voor de Weatherford College Coyotes. Hierna ging hij spelen voor de Pacific Tigers van 2015 tot 2017. In 2017 tekende hij bij het Kroatische KK Alkar waar hij een seizoen speelde. In de zomer van 2018 tekende hij bij reeksgenoot GKK Šibenka waar hij twee seizoenen speelde.
In 2020 tekende hij bij de Hongaarse eersteklasser ZTE KK en speelde er een seizoen. Hij keerde terug naar de Kroatische competitie en tekende bij KK Split. In 2022 en 2024 verlengde hij er zijn contract. Hij speelde de volgende vier seizoenen bij de club en werd twee keer vicekampioen met de club en won de beker in 2025. Hij tekende in de zomer van 2025 een contract bij de Belgische eersteklasser Brussels Basketball.

## Erelijst
- Kroatisch bekerwinnaar: 2025